# Monte Lozzo
Il Monte Lozzo (324 m), situato nel comune di Lozzo Atestino (Padova), è una elevazione posta nella sezione sud-ovest dei Colli Euganei. Si tratta del più caratteristico esempio di laccolite di eruzione tra quelli presenti nel complesso collinare.
Adiacente ad esso è il paese di Lozzo Atestino.